# Kunszabó Ferenc
Kunszabó Ferenc (Nyírpazony, 1932. február 6. – Budapest, 2008. február 10.) magyar író, szociográfus.

## Élete
1951-ben szakérettségit tett. 1951-1955 között az ELTE BTK orosz szakán tanult.
1944-1948 között napszámosként dolgozott. 1949-1950 között a Magyar Ifjúsági Népi Szövetség sziráki járási, majd salgótarjáni városi titkára volt. 1950-ben, valamint 1955-1956 között a Ganz Hajógyárban betanított vasszerkezeti lakatosként dolgozott. 1955-ben nacionalizmusért az ország összes egyeteméről kizárták. 1956-ban a Somogyi Néplap munkatársa, a forradalom idején főszerkesztő, a Somogy megyei Forradalom Nemzeti Tanácsának tagja volt. 1957-1962 között bebörtönözték. 1962-ben a hatvan-nagygombosi Állami Gazdaságban napszámosként dolgozott. 1963-1964 között ismét a hajógyárban dolgozott. 1964-1966 között a Magyar Tudományos Akadémia Szociológiai Kutatócsoportjának munkatársa volt. 1967-1976 között az Agrárgazdasági Kutató Intézet szociológusa volt. 1976-tól az Országos Széchényi Könyvtár tudományos főmunkatársa volt. 1989-ben megalapította a Hunnia Kiadót, a Hunnia Füzetek (később a Hunnia) című folyóiratot, melynek 1992-től főszerkesztője volt. 1990-ben az Agrárszövetség országgyűlési képviselőjelöltje volt. 1993-1994 között a Magyar Egyeztető Testület elnökségi tagja, majd megbízott ügyvezető elnöke volt. 1993-1996 között az 56-os Szövetség alelnöke valamint Somogy megye elnöke volt.

## Művei
- Hunnia (folyóirat)
- A hegy alatt (riportregény, 1968)
- Parázson pirítani (riportok, tanulmányok, 1970)
- Sárköz (szociográfia, 1972)
- Elnöktípusok a termelőszövetkezetekben (tanulmányok, 1974)
- Árnyak nélkül (kisregény, 1979)
- Makacs maradandóság (riportok, portrék, tanulmányok, 1980)
- Jászföld (szociográfia, 1980)
- Hét nap a hegyen (naplóregény, 1980)
- “Itt alkotni, teremteni kell” (esszé Széchenyi István eszmevilágáról, 1983)
- És ég az oltár (esszé Széchenyi István életművéről, 1983)
- Gyarapodásunk története (szociográfia, 1983)
- Nevelő idő (esszé, jegyzetek, 1984)
- Éjféli hajnal (útijegyzetek, 1986)
- Bátor (szociográfia, 1987)
- A halál pillanatai. Modern tévedésünk természetrajza (1989)
- Joseph von Ferenczy: Egy út Európába (1989)
- Vándorvasban (korrajz a XX. századról, 2002)
- Talpig nehéz hűségben. Asztalfiókba szorult írások a múltból, számítógépbe fagyottak a jelenből. Kisregények, esszék; Kairosz, Bp., 2005

## Külső hivatkozások
- Kortárs magyar írók

1. ↑  Francia Nemzeti Könyvtár: BnF-források (francia nyelven). (Hozzáférés: 2017. március 25.)